# Toy Story (loạt phim)
Toy Story là một thương hiệu truyền thông của Disney bắt đầu vào năm 1995 với việc phát hành bộ phim hoạt hình cùng tên, được sản xuất bởi Pixar Animation Studios và phát hành bởi Walt Disney Pictures. Loạt phim dựa trên khái niệm nhân học rằng tất cả các đồ chơi, không biết đến con người, đều có cuộc sống bí mật và các bộ phim tập trung vào một nhóm đồ chơi đa dạng từ búp bê cao bồi cổ điển tên là Sheriff Woody và một nhân vật hành động phi công hiện đại tên là Buzz Lightyear, chủ yếu lồng tiếng bởi Tom Hanks và Tim Allen. Cả nhóm bất ngờ dấn thân vào những cuộc phiêu lưu đầy thách thức và thay đổi chúng 
 Loạt phim bao gồm chủ yếu bốn bộ phim hoạt hình CGI: Toy Story (1995), Toy Story 2 (1999), Toy Story 3 (2010) và Toy Story 4 (2019). Toy Story là bộ phim dài đầu tiên được làm hoàn toàn bằng hình ảnh do máy tính tạo ra. Hai bộ phim đầu tiên của nhượng quyền thương mại được đạo diễn bởi John Lasseter, thứ ba bởi Lee Unkrich, người đóng vai trò là đồng đạo diễn của bộ phim thứ hai (cùng với Ash Brannon), và thứ tư bởi Josh Cooley. 
Toy Story là thương hiệu nhượng quyền có doanh thu cao thứ 20 trên toàn thế giới, nhượng quyền hoạt hình có doanh thu cao thứ tư, và là một trong những thương hiệu được đánh giá cao nhất mọi thời đại. Các bộ phim, được sản xuất trên tổng ngân sách 520 triệu đô la, đã thu về hơn 3 tỷ đô la trên toàn thế giới. Mỗi bộ phim lập kỷ lục phòng vé, xếp hạng thứ ba và thứ tư được bao gồm trong 50 bộ phim hàng đầu mọi thời đại trên toàn thế giới. Tất cả bốn bộ phim đã nhận được sự hoan nghênh từ các nhà phê bình và khán giả. Hai bộ phim đầu tiên được phát hành lại tại rạp dưới dạng "tính năng kép" của Disney Digital trong ít nhất hai tuần vào tháng 10 năm 2009, như một sự quảng bá cho bộ phim thứ ba sắp ra mắt.

## Phim
| Phim ảnh             | Ngày phát hành tại Mỹ | Giám đốc      | Kịch bản bởi                                              | Câu chuyện bởi | Nhà sản xuất                           |
| -------------------- | --------------------- | ------------- | --------------------------------------------------------- | --- | -------------------------------------- |
| Câu chuyện đồ chơi   | 22 tháng 11 năm 1995  | John Lasseter | Joss Whedon, Andrew Stanton, Joel Cohen và Alec Sokolow   | Andrew Stanton, John Lasseter, Pete Docter và Joe Ranft                                                                      | Ralph Guggenheim và Bonnie Arnold      |
| Câu chuyện đồ chơi 2 | 24 tháng 11 năm 1999  | John Lasseter | Andrew Stanton, Rita Hsiao, Doug Chamberlin và Chris Webb | Andrew Stanton, John Lasseter, Pete Docter và Ash Brannon                                                                    | Helene Plotkin và Karen Robert Jackson |
| Câu chuyện đồ chơi 3 | 18 tháng 6 năm 2010   | Lee Unkrich   | Michael Arndt                                             | Andrew Stanton, John Lasseter và Lee Unkrich                                                                                 | Darla K. Anderson                      |
| Câu chuyện đồ chơi 4 | 21 tháng 6 năm 2019   | Josh Cooley   | Andrew Stanton và Stephany Folsom                         | Andrew Stanton, John Lasseter, Josh Cooley, Valerie LaPointe, Rashida Jones, Will McCormack, Martin Hynes và Stephany Folsom | Mark Nielsen và Jonas Rivera           |

### Câu chuyện đồ chơi(1995)
Toy Story, bộ phim đầu tiên trong loạt phim, được phát hành vào ngày 22 tháng 11 năm 1995. Đây là bộ phim dài đầu tiên được tạo ra hoàn toàn bởi CGI và được đạo diễn bởi John Lasseter. Cốt truyện liên quan đến Andy (do John Morris lồng tiếng), một cậu bé giàu trí tưởng tượng, nhận được một nhân vật hành động Buzz Lightyear (Tim Allen) mới cho sinh nhật của mình, khiến Cảnh sát trưởng Woody (Tom Hanks), một anh chàng búp bê cao bồi cổ điển, nghĩ rằng mình đã bị thay thế như đồ chơi yêu thích của Andy. Để tranh giành sự chú ý của Andy, Woody đã vô tình đánh bật Buzz ra ngoài cửa sổ, khiến các đồ chơi khác tin rằng anh ta đã cố gắng giết Buzz. Quyết tâm sắp đặt mọi thứ đúng đắn, Woody cố gắng cứu Buzz và cả hai phải trốn thoát khỏi ngôi nhà của người hàng xóm bên cạnh Sid Phillips (Erik von Detten), một cậu nhóc thích tra tấn và phá hoại đồ chơi. Ngoài Hanks và Allen, bộ phim còn có tiếng nói của Don Rickles, Jim Varney, Wallace Shawn, John Ratzenberger và Annie Potts. Bộ phim đã thành công về mặt doanh thu và phê bình, thu về hơn 373 triệu đô la trên toàn thế giới. Bộ phim sau đó đã được phát hành lại trong Disney Digital 3-D như một phần của tính năng kép, cùng với Toy Story 2, trong thời gian 2 tuần, sau đó được kéo dài do thành công về tài chính.

### Câu chuyện đồ chơi 2(1999)
Toy Story 2, bộ phim thứ hai trong loạt phim, được phát hành vào ngày 24 tháng 11 năm 1999. Lasseter đã quay trở lại với vai trò giám đốc. Cốt truyện liên quan đến việc Woody bị đánh cắp bởi một nhà sưu tập đồ chơi tham lam tên là Al McWhiggin (Wayne Knight). Buzz và một số đồ chơi của Andy đã cố gắng giải thoát Woody, người đã phát hiện ra nguồn gốc của mình như một ngôi sao truyền hình lịch sử. Ngoài dàn diễn viên trở lại, Toy Story 2 còn có phần lồng tiếng từ Joan Cusack, Kelsey Grammer, Estelle Harris và Jodi Benson. Toy Story 2 ban đầu không có ý định phát hành tại rạp, mà là phần tiếp theo của video trực tiếp cho Toy Story gốc, với thời gian chạy 60 phút. Tuy nhiên, các giám đốc điều hành của Disney đã bị ấn tượng bởi chất lượng cao của hình ảnh trong công việc cho phần tiếp theo, và cũng bị áp lực bởi các diễn viên lồng tiếng của các nhân vật chính Hanks và Allen, vì vậy họ quyết định chuyển Toy Story 2 thành một bộ phim sân khấu. Nó hóa ra là một thành công thậm chí còn lớn hơn Câu chuyện đồ chơi ban đầu, thu về hơn 497 triệu đô la trên toàn thế giới. Bộ phim được phát hành lại trong Disney Digital 3-D như một phần của tính năng kép, cùng với Toy Story, vào ngày 2 tháng 10 năm 2009.

### Câu chuyện đồ chơi 3(2010)
Toy Story 3, bộ phim thứ ba trong loạt phim, được phát hành vào ngày 18 tháng 6 năm 2010, gần 11 năm sau Toy Story 2. Cốt truyện tập trung vào những đồ chơi vô tình bị rơi tại một trung tâm chăm sóc ban ngày trong khi chủ sở hữu của chúng, Andy, chuẩn bị đi học đại học. Các đồ chơi phát hiện ra rằng tất cả các đồ chơi được cai trị bởi Lotso (Ned Beatty), một con gấu bông trung bình, trong khi Woody tìm thấy hy vọng tiềm năng cho một ngôi nhà mới trong tay Bonnie, một đứa trẻ mới biết chăm sóc đồ chơi của mình. Blake Clark thay thế Varney sau cái chết của Varney năm 2000, trong khi các diễn viên mới khác bao gồm Michael Keaton, Timothy Dalton, Jeff Garlin, Kristen Schaal và Bonnie Hunt. Đó là bộ phim Toy Story đầu tiên không được đạo diễn bởi Lasseter (mặc dù ông vẫn tham gia vào bộ phim như điều hành sản xuất), nhưng bởi Lee Unkrich, người đã biên tập hai bộ phim đầu tiên và đồng đạo diễn thứ hai. Đây là bộ phim có doanh thu cao nhất mọi thời đại của Pixar cả trong nước, vượt qua Finding Nemo, cho đến khi nó bị vượt qua bởi Finding Dory vào năm 2016 và trên toàn thế giới, cũng vượt qua cả Finding Nemo, cho đến khi nó bị Incredibles 2 vượt qua vào năm 2018. Toy Story 3 thu về nhiều hơn cả phim thứ nhất và thứ hai cộng lại, khiến nó trở thành bộ phim hoạt hình đầu tiên vượt mốc 1 tỷ đô la. Vào tháng 8 năm 2010, nó đã vượt qua Shrek 2, trở thành bộ phim hoạt hình có doanh thu cao nhất mọi thời đại cho đến khi nó bị vượt qua bởi Frozen, một sản phẩm khác của Disney, vào tháng 3 năm 2014. Toy Story 3 đã được phát hành trên DVD và Blu-ray vào ngày 2 tháng 11 năm 2010 

### Câu chuyện đồ chơi 4(2019)
Toy Story 4, bộ phim thứ tư trong loạt phim, được phát hành vào ngày 21 tháng 6 năm 2019. Diễn ra vài năm sau Toy Story 3, câu chuyện liên quan đến Woody, Buzz và những đồ chơi khác sống tốt với chủ nhân mới của chúng. Vào ngày đầu tiên đi học mẫu giáo, Bonnie tạo ra một con quay đồ chơi, tên là Forky (Tony Hale), hết rác. Woody, đã bị Bonnie bỏ rơi gần đây, cá nhân đã tự mình lấy nó để tránh cho Forky tránh khỏi nguy hiểm. Trong một chuyến đi trên đường với gia đình của Bonnie, Woody gặp Bo Peep (Potts) và phải đối phó với nỗi sợ trở thành "đồ chơi bị mất". Rickles đã qua đời vào năm 2017 trước khi sản xuất bộ phim, nhưng Pixar đã sử dụng các bản ghi lưu trữ từ anh ta để tiếp tục công việc lồng tiếng cho bộ phim. Các diễn viên mới khác bao gồm Keegan-Michael Key, Jordan Peele, Keanu Reeves, Ally Maki và Christina Hendricks. Bộ phim ban đầu được công bố vào ngày 6 tháng 11 năm 2014 trong cuộc gọi của nhà đầu tư với Lasseter để đạo diễn, Galyn Susman sản xuất, với kịch bản được viết bởi Rashida Jones và Will McCormack dựa trên câu chuyện được phát triển bởi Lasseter, Andrew Stanton, Pete Docter và Lee Không giàu  Tuy nhiên, trong quá trình sản xuất, Lasseter đã từ bỏ vị trí của mình tại Pixar vào năm 2017, mặc dù vẫn tham khảo ý kiến cho bộ phim; Josh Cooley được đặt tên là đạo diễn của bộ phim, với Jonas Rivera thay thế Susman làm nhà sản xuất. Bộ phim đã trải qua một phiên bản chính sau sự ra đi của Jones và McCormack vào cuối năm 2017, với Stephany Folsom thay thế họ làm biên kịch. Phần lớn kịch bản gốc của Jones và McCormack đã phải bỏ, trì hoãn việc phát hành bộ phim.

### Câu truyện đồ chơi 5 (2026)
Trong một tập của The Ellen DeGeneres Show, Tom Hanks nói rằng bộ phim thứ tư sẽ là bộ phim cuối cùng trong loạt phim. Anh nói rằng Tim Allen đã "cảnh báo anh về lời tạm biệt cuối cùng đầy cảm xúc giữa hai nhân vật Woody và Buzz Lightyear trong Toy Story 4 ". Tuy nhiên, nhà sản xuất Mark Nielsen đã không loại trừ khả năng bộ phim thứ năm nêu rõ "Mỗi bộ phim chúng tôi làm, chúng tôi coi nó như bộ phim đầu tiên và là bộ phim cuối cùng chúng tôi sẽ làm, vì vậy bạn buộc mình phải làm cho nó tiếp tục phát triển. Bạn không nhận được trên ván trượt của bạn. Cho dù có một cái khác? Tôi không biết. Nếu có, đó là vấn đề của ngày mai."  Ngay sau khi phát hành bộ phim thứ tư, Annie Potts nói rằng mặc dù cô không biết liệu bộ phim khác sẽ được thực hiện hay không, cô tin rằng rất nhiều người hâm mộ sẽ quan tâm để xem những gì đồ chơi làm tiếp theo. Vài tháng trước khi bộ phim được phát hành, Tim Allen đã gợi ý rằng bộ phim thứ năm là có thể, đồng thời bày tỏ sự thích thú khi thực hiện một bộ phim khác: "Khi bạn đã lên bốn, bạn đã vượt qua bộ ba [điểm] đó, vì vậy tôi không Chắc chắn không thấy lý do tại sao họ sẽ không làm điều đó. Nếu bạn hỏi tôi, tôi sẽ nói làm năm. " 

## Phim truyền hình

### Câu chuyện đồ chơi
Vào năm 1996, một loạt phim ngắn được gọi là Toy Story Treats đã được tạo ra dưới dạng quảng cáo xen kẽ trên ABC Saturday Morning, tiền thân của One Saturday Morning và ABC Kids của Disney. Họ không nhất thiết phải theo dõi sự liên tục từ Toy Story, diễn ra trước, trong và sau các sự kiện của bộ phim đầu tiên. Chúng được phát sóng vào khoảng thời gian phát hành Toy Story cho video gia đình. Đoạn phim ngắn cũng xuất hiện dưới dạng các tính năng bổ sung trên cả "The Ultimate Toy Box" và như những Easter eggs trên menu DVD "Phiên bản kỷ niệm 10 năm" của bộ phim đầu tiên, chúng cũng được khôi phục ở HD ở tỷ lệ 1,33: 1 và được trình bày trong tính năng đặc biệt của bản phát hành Blu-ray năm 2010 của bộ phim.

### Buzz Lightyear của Bộ Tư lệnh Sao
Buzz Lightyear của Star Command là một bộ phim truyền hình ăn khách, mô tả loạt phim truyền hình Toy Story trong vũ trụ mà trên đó là dòng đồ chơi Buzz Lightyear dựa trên. Loạt phim diễn ra trong tương lai xa, có Buzz Lightyear (do Patrick Warburton lồng tiếng), một Space Ranger nổi tiếng, giàu kinh nghiệm, đưa một nhóm tân binh dưới cánh của mình khi anh ta điều tra hoạt động tội phạm trên khắp thiên hà và cố gắng hạ bệ Evil Emperor Zurg một lần và mãi mãi Nó được phát sóng trên UPN từ ngày 2 tháng 10 năm 2000 đến ngày 29 tháng 11 năm 2000 và trên ABC từ ngày 14 tháng 10 năm 2000 đến ngày 13 tháng 1 năm 2001.

### Forky Asks A Question
Trong cuộc họp ngày đầu tư của Disney, Pete Docter đã công bố một loạt quần short có tên Forky hỏi một câu hỏi cho Disney+, với nhân vật mới Forky từ Toy Story 4, do Tony Hale lồng tiếng. Sê-ri được phát hành vào ngày ra mắt của dịch vụ vào ngày 12 tháng 11 năm 2019.

## Truyền hình đặc biệt
Pixar cũng đã phát triển hai chương trình truyền hình Toy Story dài 22 phút. Đầu tiên, một trò chơi đặc biệt có chủ đề Halloween, mang tên Toy Story of Terror!, được phát sóng vào ngày 16 tháng 10 năm 2013, trên ABC, trong khi phần hai, một câu chuyện đặc biệt có chủ đề Giáng sinh có tên Toy Story That Time Forgot, phát sóng vào ngày 2 tháng 12 năm 2014.

## Những bộ phim ngắn

### Câu chuyện đồ chơi Toons
Năm 2011, Pixar bắt đầu phát hành những bộ phim hoạt hình ngắn để bổ sung cho các bộ phim Toy Story, được gọi là Toy Story Toons. Chiếc quần short nhặt được nơi Toy Story 3 đã rời đi, cùng với đồ chơi khác của Woody, Buzz và Andy tìm một ngôi nhà mới tại Bonnie's. Cho đến nay, ba phim ngắn đã được phát hành; Kỳ nghỉ ở Hawaii, Small Fry và Partysaurus Rex. Một đoạn ngắn khác, có tên là Mythic Rock, đã được phát triển vào năm 2013 nhưng chưa bao giờ được phát hành.

#### Kỳ nghỉ Hawaii
Toy Story Toons: Hawaii Hawaii là một phim hoạt hình ngắn Pixar năm 2011 của đạo diễn Gary Rydstrom. Đoạn phim ngắn có các nhân vật trong loạt Toy Story và diễn ra sau các sự kiện của Toy Story 3. Phim được phát hành tại rạp trước khi bộ phim Cars 2 của Pixar. Trong bộ phim ngắn, Ken và Barbie muốn đến Hawaii cùng với gia đình của Bonnie, người đã có kế hoạch đi nghỉ ở Hawaii trước đó, nhưng bị bỏ lại phía sau bằng cách leo nhầm vào cặp sách của trường Bonnie thay vì hành lý của cô. Khi ở trong phòng ngủ của Bonnie, Woody, Buzz và các đồ chơi khác từ bộ phim trước đã cố gắng an ủi họ bằng cách tạo ra "kỳ nghỉ Hawaii" của riêng họ cho Barbie và Ken trong phòng ngủ của Bonnie.

#### Small Fry
Toy Story Toons: Small Fry, một Toy Story ngắn khác, được công chiếu trước The Muppets. Điều này đánh dấu lần thứ hai một phim ngắn Pixar được chiếu với một bộ phim không phải là Pixar, sau Tokyo Mater được chiếu với Bolt. Được đạo diễn bởi Angus MacLane, đoạn ngắn liên quan đến việc Buzz bị mắc kẹt tại một nhà hàng thức ăn nhanh tại một nhóm hỗ trợ cho đồ chơi bị vứt bỏ, với phiên bản đồ chơi bữa ăn cho trẻ em của Buzz thay thế.

#### Partysaurus Rex
Toy Story Toons: Partysaurus Rex, phần ba của loạt phim hoạt hình ngắn, đã được phát hành với bản tái bản 3D sân khấu của Finding Nemo. Được đạo diễn bởi Mark Walsh với âm nhạc được sáng tác bởi nghệ sĩ điện tử BT, đoạn ngắn liên quan đến Rex bị bỏ lại trong phòng tắm và làm bạn với đồ chơi tắm.
Một bộ phim ngắn có tên Lamp Life, tiết lộ nơi ở của Bo Peep giữa việc rời đi và đoàn tụ với Woody giữa các sự kiện của Toy Story 2 và Toy Story 4, đã được phát hành trên Disney+ vào ngày 31 tháng 1 năm 2020.
Valerie LaPointe, người từng là người giám sát câu chuyện trên Toy Story 4, đã viết và đạo diễn đoạn ngắn. Annie Potts và Ali Maki lần lượt trở lại là Bo và Giggle McDimples. Tuy nhiên, Woody được lồng tiếng bởi Jim Hanks, anh trai của Tom Hanks.

## Tiếp nhận

### Hiệu suất phòng vé
Toy Story năm ngày đầu tiên phát hành trong nước (trên Thanksgiving cuối tuần), kiếm được bộ phim triệu $39,1. Bộ phim được đặt đầu tiên trong phòng vé cuối tuần với $29,1 triệu, và duy trì vị trí số một tại phòng vé trong nước trong hai ngày cuối tuần tiếp theo. Đó là bộ phim nội địa có doanh thu cao nhất năm 1995, và là bộ phim hoạt hình có doanh thu cao thứ ba tại thời điểm đó.
Toy Story 2 đã mở ở vị trí số 1 vào cuối tuần lễ Tạ ơn, với tổng doanh thu ba ngày là $57,4 triệu từ 3.236 rạp. Trung bình $17,734 mỗi rạp trong ba ngày trong cuối tuần đó, và giữ vị trí số 1 trong hai ngày cuối tuần tiếp theo. Đây là bộ phim có doanh thu cao thứ ba năm 1999.
Toy Story 3 đã có màn ra mắt mạnh mẽ, khởi chiếu tại 4.028 rạp và thu về $41,1 triệu tại phòng vé trong ngày khai mạc. Ngoài ra, Toy Story 3 có tổng doanh thu ngày mở màn cao nhất cho một bộ phim hoạt hình được ghi nhận. Trong tuần ra mắt, bộ phim đã thu về $110,3 triệu, trở thành số 1 cho cuối tuần; đó là cuối tuần mở màn lớn nhất từ trước đến nay đối với bất kỳ bộ phim Pixar nào. Toy Story 3 ở vị trí số 1 vào cuối tuần tới. Bộ phim có doanh thu cao thứ hai từ trước đến nay đối với một bộ phim hoạt hình vào thời điểm đó. Đây là bộ phim có doanh thu cao nhất năm 2010, cả trong nước và trên toàn thế giới. Toy Story 3 thu về hơn $1 tỷ, trở thành bộ phim thứ bảy trong lịch sử, bộ phim thứ hai của Disney năm 2010, bộ phim thứ ba của Disney nói chung và bộ phim hoạt hình đầu tiên làm được điều đó.
| Phim ảnh             | Ngày phát hành tại Mỹ | Tổng doanh thu phòng vé | Tổng doanh thu phòng vé | Tổng doanh thu phòng vé | Xếp hạng mọi thời đại | Xếp hạng mọi thời đại | Ngân sách (hàng triệu) |
| Phim ảnh             | Ngày phát hành tại Mỹ | Hoa Kỳ và Canada        | Các lãnh thổ khác       | Toàn thế giới           | Hoa Kỳ và Canada      | Toàn thế giới         | Ngân sách (hàng triệu) |
| -------------------- | --------------------- | ----------------------- | ----------------------- | ----------------------- | --------------------- | --------------------- | ---------------------- |
| Câu chuyện đồ chơi   | 22 tháng 11 năm 1995  | $ 191.796.233           | $ 181.757.800           | $ 373.554.033           | 223                   | 330                   | $ 30                   |
| Câu chuyện đồ chơi 2 | 24 tháng 11 năm 1999  | $ 245.852.179           | $ 251.514.690           | $ 497.366.869           | 131                   | 212                   | $ 90                   |
| Câu chuyện đồ chơi 3 | 18 tháng 6 năm 2010   | $ 415.004.880           | $ 651.964.823           | $ 1.066.969.703         | 29                    | 32                    | $ 200                  |
| Câu chuyện đồ chơi 4 | 21 tháng 6 năm 2019   | $ 434.038.008           | $ 639.356.585           | $ 1.073.394.593         | 22                    | 31                    | $ 200                  |
| Toàn bộ              | Toàn bộ               | $ 1317393746            | $ 1726176052            | $ 3043569798            | 19                    | 20                    | $ 520                  |

### Phản ứng quan trọng và công khai

#### Phim
Theo Rotten Tomatoes, nhượng quyền thương mại Toy Story là thương hiệu được đánh giá cao nhất mọi thời đại. Hai bộ phim đầu tiên nhận được đánh giá 100% "Certified Fresh", trong khi phần ba và thứ tư lần lượt kiếm được 98% và 97% "Certified Fresh". Theo trang này, không có nhượng quyền thương mại nào khác có tất cả các bộ phim được đánh giá cao như vậy - bộ ba Before trilogy gần nhất với 98%, và Dollars trilogy và The Lord of the Rings đến sau với tỷ lệ trung bình lần lượt là 95% và 94%, trong khi nhượng quyền Toy Story có trung bình 99%.
Theo Metacritic, nhượng quyền thương mại Toy Story được coi là nhượng quyền thương mại được đánh giá cao nhất mọi thời đại, bộ ba Chúa tể của những chiếc nhẫn đều có số điểm trung bình là 91 trên 100.
Theo CinemaScore, các cuộc thăm dò được thực hiện trong tuần lễ khai mạc, khán giả điện ảnh đã cho các phần đầu tiên, thứ ba và thứ tư của loạt phim đạt điểm trung bình là "A", trong khi phần thứ hai đạt được "A+", theo thang điểm A + đến F.
| Phim ảnh    | Rotten Tomatoes                                   | Metacritic       | CinemaScore |
| ----------- | ------------------------------------------------- | ---------------- | ----------- |
| Toy Story   | 100% (xếp hạng trung bình 9,01/10) (88 đánh giá)  | 95 (26 đánh giá) | A           |
| Toy Story 2 | 100% (xếp hạng trung bình 8,68/10) (169 đánh giá) | 88 (34 đánh giá) | A+          |
| Toy Story 3 | 98% (xếp hạng trung bình 8,87/10) (305 đánh giá)  | 92 (39 đánh giá) | A           |
| Toy Story 4 | 97% (xếp hạng trung bình 8,38/10) (426 đánh giá)  | 84 (57 đánh giá) | A           |

#### Truyền hình đặc biệt
| Phim ảnh                   | Rotten Tomatoes                                  | Metacritic      |
| -------------------------- | ------------------------------------------------ | --------------- |
| Toy Story of Terror!       | 94% (xếp hạng trung bình 8,04/10) (16 đánh giá)  | 80 (7 đánh giá) |
| Toy Story That Time Forgot | 100% (xếp hạng trung bình 7,92/10) (10 đánh giá) | 81 (8 đánh giá) |

### Giải thưởng
Toy Story đã được đề cử cho ba giải Oscar, bao gồm Kịch bản gốc hay nhất, Điểm gốc hay nhất và Ca khúc gốc hay nhất cho bài hát " Bạn có một người bạn trong tôi " của Randy Newman. John Lasseter, đạo diễn của bộ phim, cũng nhận được giải thưởng Thành tựu đặc biệt cho "sự phát triển và ứng dụng các kỹ xảo đã tạo ra bộ phim hoạt hình dài có tính năng đầu tiên". Toy Story cũng là bộ phim hoạt hình đầu tiên được đề cử giải Oscar cho Kịch bản gốc xuất sắc nhất. Tại lễ trao giải Quả cầu vàng lần thứ 53, Toy Story đã giành được hai đề cử Quả cầu vàng - Phim hay nhất - Nhạc kịch hay Hài kịch và Ca khúc gốc hay nhất. Nó cũng được đề cử cho Hiệu ứng hình ảnh đặc biệt xuất sắc nhất tại Giải thưởng điện ảnh của Viện hàn lâm Anh lần thứ 50.
Toy Story 2 đã giành giải Quả cầu vàng cho phim chuyển động hay nhất - Nhạc kịch hay hài kịch và giành được một đề cử giải Oscar duy nhất cho bài hát " Khi cô ấy yêu tôi ", được thực hiện bởi Sarah McLachlan. Giải Oscar cho Phim hoạt hình hay nhất được giới thiệu vào năm 2001 sau hai phần Toy Story đầu tiên.
Toy Story 3 đã giành được hai giải Oscar - Phim hoạt hình hay nhất và Bài hát gốc hay nhất, " We Belong Together ". Nó đã giành được ba đề cử khác, bao gồm Phim hay nhất, Kịch bản chuyển thể hay nhất và Chỉnh sửa âm thanh hay nhất. Đây là bộ phim hoạt hình thứ ba trong lịch sử được đề cử Phim hay nhất, sau Người đẹp và Quái vật và Up. Toy Story 3 cũng giành giải Quả cầu vàng cho phim truyện hoạt hình hay nhất và giải thưởng dành cho phim hoạt hình hay nhất tại Giải thưởng điện ảnh của Viện hàn lâm Anh.
Toy Story 4 được đề cử cho hai giải Oscar bao gồm Phim hoạt hình hay nhất và Bài hát gốc hay nhất, "Tôi không thể để bạn tự ném mình đi". Đây là nhượng quyền hoạt hình đầu tiên trong đó tất cả các bộ phim của họ được đề cử trong cùng thể loại. Nó cũng được đề cử Quả cầu vàng cho Phim truyện hoạt hình hay nhất (nhưng thua Liên kết mất tích) và được đề cử cho Phim hoạt hình hay nhất tại Giải thưởng điện ảnh của Viện hàn lâm Anh.

## Phương tiện truyền thông khác

### Buzz Lightyear of Star Command: The Adventure Begins(2000)
Buzz Lightyear of Star Command: The Adventure Begins là một bộ phim hoạt hình trực tiếp được quay lại, một phần dựa trên Toy Story. Bộ phim được phát hành vào ngày 8 tháng 8 năm 2000. Nó đóng vai trò là một phi công cho loạt phim truyền hình Buzz Lightyear of Star Command và có Tim Allen là giọng nói của Buzz Lightyear, người được Patrick Warburton lồng tiếng trong loạt phim chính. Trong bộ phim này, Buzz Lightyear là một nhân viên kiểm lâm không gian chiến đấu chống lại Emperor Zurg, thể hiện nguồn cảm hứng cho dòng đồ chơi Buzz Lightyear tồn tại trong loạt Toy Story. Mặc dù bộ phim bị chỉ trích vì không sử dụng hoạt hình giống như trong Toy Story và Toy Story 2, nó đã bán được ba triệu VHS và DVD trong tuần đầu tiên phát hành.

### Truyện tranh
- Một sê-ri giới hạn gồm 4 vấn đề, Toy Story: Mysterious Stranger đã được xuất bản bởi Boom! Giải trí từ tháng 5 đến tháng 8 năm 2009. Tiếp theo là một loạt 8 vấn đề đang diễn ra, bắt đầu với #0 vào tháng 11 năm 2009. Hai bức ảnh Buzz Lightyear được phát hành năm 2010, cho Ngày Truyện tranh miễn phí và Halloween. Một loạt giới hạn 4 vấn đề thứ hai, Toy Story: Toy Overboard đã được xuất bản bởi Boom! Giải trí từ tháng 7 đến tháng 10 năm 2010.
- Một loạt giới hạn gồm 4 vấn đề của Marvel Comics Toy Story: Tales from the Toy Chest đã được xuất bản từ tháng 5 đến tháng 8 năm 2012.
- Tạp chí Toy Story được phát hành lần đầu vào ngày 21 tháng 7 năm 2010. Mỗi phiên bản có độ dài 24 trang, ngoài phiên bản ra mắt là 28 trang.[57]
- Một truyện tranh tuyển tập one-shot của Dark Horse Comics đã được phát hành để kết hợp với Toy Story 4 vào năm 2019.[58] Truyện tranh xuất hiện ngay sau các sự kiện của bộ phim, cũng khám phá những câu chuyện hậu trường của Duke Caboom, Ducky, Bunny, Bo Peep và Giggle McDimples trong quá trình khai thác của họ như một nhóm đồ chơi bị mất.[59]

### Trò chơi điện tử
- Toy Story (1995) (Sega Genesis, Super Nintendo Entertainment System, Microsoft Windows và Game Boy)
- Disney's Activity Center: Toy Story (1996) (Microsoft Windows)
- Disney's Animated Storybook: Toy Story (1996) (Microsoft Windows và macOS)
- Disney's Activity Center: Toy Story 2 (1999) (Microsoft Windows)
- Toy Story 2: Buzz Lightyear to the Rescue (1999) (Dreamcast, PlayStation, Nintendo 64, Microsoft Windows, macOS và Game Boy Color)
- Toy Story 2: Woody Sousaku Daisakusen!! (2000) (Sega Pico) - chỉ được phát hành tại Nhật Bản
- Buzz Lightyear of Star Command (2000) (Game Boy Color, PlayStation và Microsoft Windows)
- Jessie's Wild West Rodeo (2001) (Microsoft Windows và macOS) [60][61][62]
- Toy Story Racer (2001) (Game Boy Color, PlayStation và Game Boy)
- Disney Hotshots: Toy Story 2 (2003) (Microsoft Windows)
- Toy Story 2: Operation Rescue Woody! (2005) (V.Smile)
- Toy Story Mania! (2009) (Wii, Microsoft Windows, Xbox 360 và PlayStation 3)
- Disney • Pixar Toy Story 3 (2010) (LeapPad, LeapPad2, LeapPad3, LeapPad Platinum, LeapPad Ultra, LeapPad Jr., Leapster Explorer và LeapsterGS Explorer) [63]
- Toy Story 3: The Video Game (2010) (PlayStation 2, PlayStation 3, Xbox 360, Wii, PlayStation Portable, Nintendo DS, Microsoft Windows, macOS và iOS)
- Shooting Beena: Toy Story 3 – Woody to Buzz no Daibōken! (2010) (Advanced Pico Beena) - chỉ được phát hành tại Nhật Bản
- Toy Story: Smash It! (2013) (iOS và Android)

#### Trò chơi có các nhân vậtToy Story
- Disney Learning: 1st Grade (2000) (Microsoft Windows và macOS)
- Disney Learning: 2nd Grade (2000) (Microsoft Windows và macOS)
- Disney•Pixar Learning: 1st Grade (2002) (Microsoft Windows và macOS)
- Disney•Pixar Learning: 2nd and 3rd Grade (2002) (Microsoft Windows và macOS)
- Disney's Extreme Skate Adventure (2003) (Game Boy Advance, PlayStation 2, Xbox và GameCube)
- LittleBigPlanet 2 (2011) (PlayStation 3) [64]
- Disney • Pixar Pixar Pals (2011) (LeapPad, LeapPad2, LeapPad3, LeapPad Platinum, LeapPad Ultra, LeapPad Jr., Leapster Explorer và LeapsterGS Explorer)
- Kinect: Disneyland Adventures (2011) Xbox 360, Xbox One và Microsoft Windows)
- Kinect Rush: Disney • Pixar Adventure (2012) (Xbox 360, Xbox One và Microsoft Windows) [65]
- Disney Infinity (2013) (PlayStation 3, Xbox 360, Wii, Wii U, Nintendo 3DS, Microsoft Windows, iOS và Apple TV) [66]
- Lego The Incredibles (2018) (PlayStation 4, Xbox One, Nintendo Switch, Microsoft Windows và macOS)
- Kingdom Hearts III (2019) (PlayStation 4 và Xbox One)

Pixar đã tạo ra một số hình ảnh động gốc cho các trò chơi, bao gồm các chuỗi hoạt hình đầy đủ cho các tựa game trên PC.
Woody và Buzz Lightyear ban đầu sẽ xuất hiện trong phiên bản Final Mix của trò chơi video Disney / Square Enix Kingdom Hearts II. Chúng đã bị loại bỏ khỏi sản phẩm cuối cùng, nhưng mô hình của chúng xuất hiện trong các đoạn code của trò chơi, không có kết cấu. Giám đốc của sê-ri Kingdom Hearts, Tetsuya Nomura, tuyên bố rằng ông muốn đưa tài sản của Pixar vào các trò chơi Kingdom Hearts trong tương lai, khi Disney mua Pixar. Điều này cuối cùng đã trở thành sự thật, khi một sân khấu dựa trên Toy Story xuất hiện lần đầu tiên trong sê-ri trong Kingdom Hearts III, đánh dấu lần đầu tiên nội dung dựa trên Pixar xuất hiện trong sê-ri, cùng với Monsters, Inc..

### Bán hàng và phần mềm
Toy Story đã có một chương trình khuyến mãi lớn trước khi phát hành, dẫn đến nhiều liên kết với bộ phim bao gồm hình ảnh trên bao bì thực phẩm. Một loạt các hàng hóa đã được phát hành trong thời gian diễn ra sân khấu của bộ phim và phát hành VHS ban đầu của nó bao gồm đồ chơi, quần áo và giày, trong số những thứ khác. Khi các nhân vật hành động cho Buzz Lightyear và Cảnh sát trưởng Woody được tạo ra, ban đầu họ bị các nhà bán lẻ bỏ qua. Tuy nhiên, sau hơn 250.000 mô hình (figures) của mỗi nhân vật được bán trước khi phát hành bộ phim, nhu cầu mua tiếp tục mở rộng, cuối cùng đạt hơn 25 triệu đơn vị được bán vào năm 2007  Ngoài ra, Disney's Animated Storybook: Toy Story và Disney's Activity Center: Câu chuyện đồ chơi đã được phát hành cho Windows và Mac. Disney's Animated Storybook: Toy Story là phần mềm bán chạy nhất năm 1996, bán được hơn 500.000 bản.

## Công viên giải trí
- Buzz Lightyear hấp dẫn trong nhiều Công viên Disney.
- Câu chuyện đồ chơi Midway Mania! tại Hollywood Studios của Disney tại Walt Disney World Resort, Disney California Adventure tại Disneyland Resort và Tokyo DisneySea tại Tokyo Disney Resort.
- Toy Story Land chủ đề đất đai tại Walt Disney Studios Công viên, Hong Kong Disneyland, Thượng Hải Disneyland và Hollywood Studios Disney.
- Câu chuyện đồ chơi: Nhạc kịch trên con tàu Disney Wonder Line của Disney.
- Totally Toy Story, một "công viên chủ đề tức thời" sau đó là một khu vực chủ đề trong Tomorrowland tại Disneyland.

### Totally Toy Story
Totally Toy Story là một công viên chủ đề tức thời và là một sự kiện quảng cáo cho buổi ra mắt phim Toy Story được tổ chức tại Nhà hát El Capitan và Hội trường Hội nghị Masonic.
Trong buổi ra mắt Toy Story ngày 18 tháng 11 năm 1995 tại Nhà hát El Capitan, Disney đã thuê Hội trường Hội nghị Masonic, tòa nhà bên cạnh, cho Totally Toy Story, một công viên chủ đề tức thời và một sự kiện quảng cáo cho bộ phim. Những người đi xem phim đã trả thêm phí cho công viên bật lên. Sự kiện quảng cáo có doanh số bán trước hơn 1 triệu đô la và vẫn được mở cho đến ngày 1 tháng 1 năm 1996. Phần Toy Story Funhouse đã được chuyển đến Tomorrowland của Disneyland và mở ở đó vào ngày 27 tháng 1 năm 1996 và đóng cửa vào ngày 27 tháng 5 năm 1996.
Totally Toy Story, khi còn ở Hollywood, bao gồm triển lãm "Toy Story Art of Animation" trong tầng hầm của El Capitan và Toy Story Funhouse tại hội trường. Ngôi nhà vui vẻ bao gồm 30.000 feet vuông của các điểm tham quan khác nhau. Những điểm thu hút này tiếp tục câu chuyện của bộ phim với đồ chơi kích thước thật.

#### Địa điểm trong phim
Câu chuyện đồ chơi hấp dẫn
- Nhà hát của Hamm - "Rev's All-Doll Revue" có những điệu nhảy sôi động và những bài hát gốc kéo dài 20 phút [75]
- Thiên hà của Buzz - [74]
  - Chương trình "Buzz & the Buzz Lites" bao gồm âm nhạc từ Frank Sinatra
  - hai trò chơi kiểu arcade, "Whack-A-Alien"
  - một chuyến đi giả lập chuyển động
- Phòng khiêu vũ Roundup của Woody, nhạc sĩ trực tiếp và các bài học khiêu vũ đồng quê
- Nhà hàng Pizza Planet
- Khóa học vượt chướng ngại vật của Green Army Men, người tham gia buộc dây vào chân để giải quyết khóa học
- Phòng chơi của ông Potato Head, chứa Etch-a-Sketches và các trò chơi khéo léo khác có một sàn được tạo thành từ các bảng trò chơi cũ
- Phòng tương tác hoàn toàn, có các trò chơi Sega và Nintendo Toy Story
- cửa hàng lưu niệm

## Ảnh hưởng
Hoạt hình máy tính sáng tạo Toy Story  đã có một ảnh hưởng lớn tới ngành điện ảnh. Sau khi bộ phim ra mắt, nhiều ngành công nghiệp đã quan tâm đến công nghệ được sử dụng cho bộ phim. Các nhà sản xuất chip đồ họa mong muốn tính toán hình ảnh tương tự như hoạt hình của bộ phim cho máy tính cá nhân; nhà phát triển trò chơi muốn tìm hiểu cách tái tạo hoạt hình cho trò chơi video; và các nhà nghiên cứu robot đã quan tâm đến việc xây dựng trí thông minh nhân tạo vào các cỗ máy của họ so với các nhân vật giống như thật trong phim. Nhiều tác giả khác nhau cũng đã so sánh bộ phim với cách giải thích về Don Quixote cũng như chủ nghĩa nhân văn. Bản phân phối Linux miễn phí và nguồn mở Debian lấy tên mã từ các nhân vật Toy Story, truyền thống bắt nguồn từ khi Bruce Perens tham gia vào sự phát triển ban đầu của Debian khi làm việc tại Pixar.

### Gromit Unleashed
Vào năm 2013, Pixar đã thiết kế một tác phẩm điêu khắc "Gromit Lightyear" dựa trên nhân vật Aardman Animations Gromit từ Wallace và Gromit cho Gromit Unleashed được bán với giá 65.000 bảng.

### To infinity and beyond!
Dòng kinh điển của Buzz Lightyear "Đến vô cùng và hơn thế nữa!" đã thấy việc sử dụng không chỉ trên áo phông, mà còn giữa các nhà triết học và lý thuyết toán học. Hội trường nhân văn của Lucia đã liên kết cốt truyện của bộ phim với việc giải thích chủ nghĩa nhân văn. Cô đã so sánh cụm từ này với "Tất cả điều này và thiên đường nữa!", Cho thấy một người hạnh phúc với cuộc sống trên Trái đất cũng như có một thế giới bên kia. Vào năm 2008, trong STS-124, các phi hành gia đã đưa một nhân vật hành động của Buzz Lightyear lên vũ trụ trên tàu con thoi Discovery như một phần của trải nghiệm giáo dục dành cho sinh viên cũng nhấn mạnh đến câu khẩu hiệu. Con số hành động đã được sử dụng cho các thí nghiệm trong zero-g. Ngoài ra, vào năm 2008, cụm từ này đã tạo ra tin tức quốc tế khi được báo cáo rằng một người cha và con trai đã liên tục lặp lại cụm từ để giúp họ theo dõi nhau trong khi giẫm nước trong 15 giờ ở Đại Tây Dương.